# 難波頼輔
難波 頼輔（なんば よりすけ）は、平安時代後期から末期にかけての貴族・歌人。藤原北家花山院流、大納言・藤原忠教の四男。蹴鞠の二大流派、難波・飛鳥井両家の祖。

## 経歴
母方の賀茂神主家に蹴鞠の名手が多かった事から、幼少より鞠を習い「蹴聖」と称された藤原成通に教えを受けたという。
白河院政期後期の天治2年（1125年）従五位下に叙爵。大治2年（1127年）山城守に任ぜられるが、鳥羽院政が始まった大治4年（1129年）には山城守を辞したとみられる。その後、鳥羽院政期から後白河院政期初期にかけての約30年に亘って官職についた形跡がなく、長く散位であったか。この間の保延2年（1136年）治国を賞されて従五位上に昇叙されている。
久寿3年（1156年）正月に20年ぶりの叙位を受けて正五位下に昇進する。しかし、同年7月に発生した保元の乱では、次兄の参議・藤原教長が崇徳上皇の側近であったために常陸国に配流され、頼輔も乱への積極的な関与はなかったものの、東山に籠居した。その後、芸能を愛する後白河法皇に蹴鞠の才能を認められ、藤原師長・源資賢と共に院近臣に加えられた。その蹴鞠の才は「無双達者」「本朝蹴鞠一道之長」と称された。
永暦元年（1160年）豊後守に任ぜられるが、鼻が大きかったため「鼻豊後」と呼ばれた。永万2年（1166年）子息である頼経の壱岐守への任官と引き替えに、頼輔は豊後守を辞するが引き続き豊後国に留まり国務にあたった。同年に従四位下・皇太后宮亮、仁安3年（1168年）従四位上、嘉応2年（1170年）刑部卿、承安元年（1171年）に正四位下に叙任されている。
治承5年（1181年）に平清盛が没すると各地で反乱が起こり、頼輔の知行国であった豊後も動乱状態となった。頼輔は知行国の支配安定を図るため豊後に下向、現地の武士・緒方惟栄の説得に成功する。なお、寿永2年（1183年）10月に都を追われ九州に逃れてきた平家一門を撃退したのは、頼輔の命を受けた維栄だった。
養和2年（1182年）上位者5名（源俊光・藤原季経・藤原泰通・藤原雅隆・藤原信経）を越えて従三位に叙せられ公卿に列す。公卿昇進後も引き続き刑部卿を務め、周防権守喪兼帯した。文治2年（1186年）2月に病悩により出家し、4月5日に薨去。享年75。

## 人物
歌人としての活動も活発で、源頼政・藤原清輔・寂蓮ら多くの歌人と交流があった。『千載和歌集』（5首）以下の勅撰和歌集に28首入集している。家集に『頼輔集』がある。

## 官歴
『公卿補任』による。
- 天治2年（1125年） 正月5日：従五位下（氏爵）
- 大治2年（1127年） 正月19日[5]：山城守（本名親忠）
- 大治4年（1129年） 日付不詳：辞守か?[6]
- 保延2年（1136年） 正月5日：従五位上（治国賞）
- 久寿3年（1156年） 正月6日：正五位下（新院当年御給）
- 永暦元年（1160年） 正月21日：豊後守（任中）
- 応保元年（1161年） 10月19日：大宰大弐[要出典]
- 永万2年（1166年） 2月1日：辞豊後守（以男頼経任壱岐守、国務、猶豊後国）。11月14日：従四位下（大嘗会叙位次、前待賢門院御給）。12月2日：太皇后宮亮（太皇太后・藤原多子）
- 仁安3年（1168年） 3月13日：止亮、即補別当。8月4日：従四位上
- 嘉応2年（1170年） 12月30日：刑部卿
- 承安元年（1171年） 12月8日：正四位下（除目下名次、臨時）
- 養和2年（1182年） 4月13日：従三位、卿如元
- 寿永2年（1183年） 正月22日：兼周防権守
- 元暦2年（1185年） 6月10日：譲任刑部卿於男頼経
- 文治2年（1186年） 2月：出家（自去年病悩）。4月5日：薨去

## 系譜
- 父：藤原忠教
- 母：賀茂神主成継の娘
- 妻：不詳
  - 男子：難波頼経（?-1217）
  - 男子：兼雲
  - 男子：教尊
  - 女子：藤原経家室